# Dmitrij Glinka
Dmitrij Borisowicz Glinka (ros. Дмитрий Борисович Глинка, ur. 10 grudnia?/23 grudnia 1917 we wsi Aleksandrow Dar (obecnie część Krzywego Rogu), zm. 24 lutego 1979 w Moskwie) – radziecki pilot wojskowy, dwukrotny Bohater Związku Radzieckiego (1943).

## Życiorys
Od 1931 mieszkał w Krzywym Rogu, gdzie do 1932 skończył 6 klas szkoły, później pracował jako elektryk, a w 1937 ukończył szkolenie w aeroklubie. Od grudnia 1937 służył w Armii Czerwonej, w lutym 1939 ukończył Kaczyńską Wojskową Wyższą Szkołę Lotniczą Pilotów i został lotnikiem pułku myśliwskiego w Baku, w sierpniu 1941 uczestniczył we wkroczeniu wojsk radzieckich do Iranu. 
Od stycznia 1942 do maja 1945 brał udział w wojnie z Niemcami jako pilot, dowódca klucza i zastępca dowódcy pułku, walczył na Froncie Krymskim (styczeń-maj 1942), Północno-Kaukaskim (maj-lipiec 1942 i luty-sierpień 1943), Południowym (lipiec 1942 i sierpień-październik 1943), w Północnej Grupie Wojsk Frontu Zakaukaskiego (lipiec-wrzesień 1942), na 4 (październik 1943-styczeń 1944), 2 (maj-lipiec 1944) i 1 Ukraińskim (lipiec 1944-maj 1945). Uczestniczył w obronie Krymu i Kaukazu, walkach powietrznych na Kubaniu, operacji donbaskiej, melitopolskiej, lwowsko-sandomierskiej, sandomiersko-śląskiej, górnośląskiej, dolnośląskiej, berlińskiej i praskiej. 9 maja 1942 został zestrzelony podczas walki na Krymie, zdołał wyskoczyć na spadochronie, jednak doznał obrażeń i trafił do szpitala. 16 września 1943 został ranny w nogę podczas bombardowania lotniska, 18 lipca 1944 doznał obrażeń głowy po awarii samolotu. Według oficjalnych danych wykonał 282 loty bojowe i stoczył 94 walki powietrzne, w których zestrzelił osobiście 50 samolotów wroga. Od czerwca 1945 do lutego 1946 był zastępcą dowódcy lotniczego pułku myśliwskiego w Centralnej Grupie Wojsk w Austrii, w 1951 ukończył Wojskową Akademię Sił Powietznych w Monino i został dowódcą 351 lotniczego pułku myśliwskiego w stopniu pułkownika, od sierpnia 1951 do stycznia 1954 dowodził 530 lotniczym pułkiem myśliwskim w Nadmorskim Okręgu Wojskowym i Półwyspie Laoduńskim (Chiny), od maja 1955 do stycznia 1958 służył w Północnej Grupie Wojsk w Polsce. Od stycznia 1958 był zastępcą, a od czerwca 1958 do sierpnia 1959 I zastępcą dowódcy 119 Lotniczej Dywizji Myśliwskiej w Tyraspolu, od sierpnia 1959 do kwietnia 1960 I zastępcą dowódcy 283 Lotniczej Dywizji Myśliwskiej w Senakach, w lipcu 1960 zakończył służbę wojskową. W latach 1946–1950 był deputowanym do Rady Najwyższej ZSRR 2 kadencji.
Jego bratem był Boris Glinka, również lotnik wojskowy i Bohater Związku Radzieckiego.

## Odznaczenia
- Złota Gwiazda Bohatera Związku Radzieckiego (dwukrotnie – 21 kwietnia 1943 i 24 sierpnia 1943)
- Order Lenina (21 kwietnia 1943)
- Order Czerwonego Sztandaru (pięciokrotnie – 9 września 1942, 3 października 1942, 22 kwietnia 1943, 3 listopada 1944 i 4 czerwca 1955)
- Order Aleksandra Newskiego (13 maja 1945)
- Order Wojny Ojczyźnianej I klasy (24 grudnia 1943)
- Order Czerwonej Gwiazdy (dwukrotnie – 22 lutego 1955 i 30 grudnia 1956)
- Medal „Za zasługi bojowe” (24 czerwca 1948)

I medale.